# Вырбак
Вырбак (болг. Върбак) — село в Болгарии. Находится в Шуменской области, входит в общину Хитрино. Население составляет 314 человек.

## Политическая ситуация
В местном кметстве Вырбак, в состав которого входит Вырбак, должность кмета (старосты) исполняет Ангел Неделчев Симеонов (Движение за права и свободы (ДПС)) по результатам выборов.
Кмет (мэр) общины Хитрино — Нуридин Басри Исмаил Движение за права и свободы (ДПС)) по результатам выборов.